# Julius Kopsch (Dirigent)
Eugen Julius Kopsch (* 6. Februar 1887 in Berlin; † 5. März 1970 ebenda) war ein deutscher Dirigent und Komponist.

## Leben
Julius Kopsch war der Sohn des Lehrers und späteren Reichstagsabgeordneten Julius Kopsch. Auf Wunsch seiner Eltern studierte er zunächst Jura in Berlin und Lausanne; in Heidelberg promovierte er 1909 zum Dr. jur. Seine Kapellmeister-Ausbildung erhielt er von 1909 bis 1911 am Stern’schen Konservatorium in Berlin. Seine Lehrer waren Wilhelm Klatte, Arno Kleffel und Josef Stránský. Anschließend gab er seine Laufbahn als Jurist auf und widmete sich ganz der Musik.
Als Kapellmeister war Julius Kopsch an der Komischen Oper in Berlin, den Stadttheatern von Krefeld und Lübeck sowie am Friedrich-Wilhelmstädtischen Theater in Berlin engagiert. Im Ersten Weltkrieg war er in Łódź und Warschau tätig, von 1920 bis 1924 als Generalmusikdirektor des Landesorchesters und Landestheaters in Oldenburg. Anschließend dirigierte er von 1924 bis 1926 das Berliner Sinfonie-Orchester, um danach bis zu seinem Tode als freier Komponist, Kapellmeister und Gastdirigent zahlreicher Orchester zu arbeiten. Er komponierte sinfonische Dichtungen, Sinfonien, Kammermusik, Liederzyklen und ein Klavierkonzert. Zum 1. Dezember 1932 trat er der NSDAP bei (Mitgliedsnummer 1.399.929). Für die 1937 erschienene deutsche Fassung des Films Reineke Fuchs (1937) von Władysław Starewicz und seiner Tochter Irène übernahm er die künstlerische Gesamtleitung und schrieb die Filmmusik. Julius Kopsch setzte sich sehr für das Urheberrecht der Künstler ein und war 1926 Vorsitzender der Genossenschaft Deutscher Tonsetzer, einer Vorläuferin der späteren GEMA. Von 1925 bis 1964 war er Dirigent des Berliner Ärzteorchesters. Kurz vor dem Zweiten Weltkrieg gründete er das Berliner Rechtswahrer-Orchester, das später mit dem Ärzteorchester zum Berliner Ärzte- und Juristen-Orchester fusionierte. 1964 entstand aus einer weiteren Fusion mit der Berliner Orchester-Gemeinschaft das Berliner Ärzte-Orchester in seiner heutigen Form. 1951 gründete er die Internationale Richard-Strauss-Gesellschaft und war bis 1964 deren Präsident. Er verstarb 1970 im Alter von 83 Jahren im Martin-Luther-Krankenhaus in Berlin-Schmargendorf.

## Schriften
- Das Widerrufsrecht des Vertragsgegners einer beschränkt geschäftsfähigen Person bei Verträgen, die der Genehmigung des Vormundschaftsgerichts bedürfen, nach dem Bürgerlichen Gesetzbuche. o. O. 1909 (Heidelberg, Univ., Diss.).
- Die Juden im deutschen Heer: Vortrag. Levy, Berlin 1910.
- Zur Frage der gesetzlichen Lizenz. In: Archiv für Funkrecht, Bd. 1 (1928), Heft 3.
- Über die Einheit des Urheberrechts. In: Das Recht des schöpferischen Menschen: Festschrift der Akademie für Deutsches Recht anlässlich des Kongresses der Internationalen Vereinigung für gewerblichen Rechtsschutz in Berlin vom 1. bis 6. Juni 1936. Reichsdruckerei, Berlin 1936, S. 269–282.
- Der schaffende Künstler und die Neugestaltung des Urheberrechts. In: Jahrbuch / Akademie für Deutsches Recht, Bd. 6/7 (1939/40), S. 152–165.

## Kompositionen
- Tondichtung Komödianten (1912)
- Streichquartett (1915)
- Klavierkonzert (1920)
- Sinfonie in b-moll (1920)
- Feierliches Vorspiel, für Orchester (1935)
- Sinfonische Suite Reineke Fucks (1935)
- Violinsonate
- Walzer-Sinfonie (1948)
- Konzert für 6 Flöten
- Trio für Klavier, Oboe und Klarinette